# M BEST -FAN'S SELECTION-
『M BEST -FAN'S SELECTION-』（エム・ベスト・ファンズ・セレクション）、日本のシンガーソングライター・加藤ミリヤの配信限定ベスト・アルバム。2019年12月25日にSony Music Records内のレーベルMASTERSIX FOUNDATIONより発売された。

## 概要
配信限定としてのアルバムリリースは、2014年リリースのEP盤『M's X'Mas EP』以来およそ5年ぶりとなる、初の配信限定ベストアルバム。
発売前には2ndベストアルバム『M BEST II』をリリースしているが、本ベストの楽曲は事前に、上述ベストから漏れたシングル曲やアルバム人気曲を基準にファンからのリクエスト投票において改めて、15周年に因んで15曲が収録されている。収録内容は上位順に沿っている。また、翌年11月29日には、およそ10年ぶりとなる日本武道館において、デビュー15周年を締めくくる記念公演「加藤ミリヤ 15th Anniversary MILIYAH BUDOKAN 2020」を開催される旨も同時に発表した。

## 収録曲
- 全作詞・作曲・編曲：Miliyah (#1#2#4#7#8#10#11#12#13#15は除く)

1. 恋シテル Album Ver. (4:11)
作詞：Jarvis La Rue Baker、Sylvester Jackson、Narada Michael Walden、Shanice Wilson、Miliyah / 作曲：Jarvis La Rue Baker、Sylvester Jackson、Narada Michael Walden、Shanice Wilson、Miliyah / 編曲：Miliyah、3rd Productions
  - 13thシングル (両A面2曲目) のアルバムヴァージョン
  - 投票数1位
  - シャニースの楽曲「I Love Your Smile」をサンプリング。
2. People (4:04)
編曲：Shinichiro Murayama
  - 4thアルバム『Ring』収録曲
  - 投票数2位
  - au LISMOドラマ「婚前特急 -ジンセイは17から-」主題歌
3. RAINBOW (4:49)
  - 1stベストアルバム『M BEST』収録曲
  - 投票数3位
  - テレビ朝日系ドラマ『バラ色の聖戦』主題歌
4. Me (4:03)
編曲：SKY BEATZ
  - 1stベストアルバム『M BEST』収録曲
  - 投票数4位
5. Higher (4:14)
  - 31stシングル『少年少女』カップリング曲、配信EP『M's X'Mas EP』収録曲
  - 投票数5位
  - SEIKOLUKIA「LUCKY PASSPORT」CMソング
6. Only holy (4:36)
  - ミュージック・ビデオ集『MILIYAH THE CLIPS 2004-2010』初回生産限定盤ボーナスCD付属曲、配信EP『M's X'Mas EP』収録曲
  - 投票数6位
7. I HATE YOU (3:05)
produced by the Sknow
  - 投票数7位
  - 1stミニアルバム『I HATE YOU -EP-』収録曲
8. 愛が消えた日 (4:36)
作詞：Jeff Pence、Emosia、Eliot Sloan、Miliyah / 作曲：Jeff Pence、Emosia、Eliot Sloan、Miliyah / 編曲： (ノークレジット)
  - 1stコンピレーションアルバム『BEST DESTINY』収録曲
  - 投票数8位
  - T.O.K.、Blessid Union of Soulsの楽曲「I Believe」をサンプリング。
9. UGLY (5:11)
  - 6thアルバム『TRUE LOVERS』収録曲
  - 投票数9位
10. このままずっと朝まで (4:04)
作詞：Anthony Kelly、Mark Wolfe、Steven Marsden、Wayne Passley、Miliyah / 作曲：Anthony Kelly、Mark Wolfe、Steven Marsden、Wayne Passley、Miliyah / 編曲：3rd Productions
  - 8thシングル『Eyes on you』カップリング曲
  - 投票数10位
  - Tanto Metro & Devonteの楽曲「Everyone Falls In Love」をサンプリング。
  - テレビ東京系「流派-R」オープニング・テーマ
  - テレビ東京系「流派-R」エンディング・テーマ
  - dwango「いろメロミックスDX」CMソング
11. I miss you (5:12)
編曲：DAISHI DANCE
  - 5thアルバム『HEAVEN』収録曲
  - 投票数11位
12. リップスティック (5:51)
編曲：Yuichiro Goto（ストリングスアレンジ）、Miliyah（コーラスアレンジ）
  - 33rdシングル表題曲
  - 投票数12位
13. YOU… feat.仲宗根泉 (HY) (5:52)
作詞・作曲：Miliyah、Izumi Nakasone
  - 29thシングル表題曲
  - 投票数13位
  - TOKYO FMラジオドラマ「君恋物語～キミコイものがたり～」主題歌
14. 最高なしあわせ (4:55)
  - 35thシングル表題曲
  - 投票数14位
  - NHK総合ドラマ『コピーフェイス〜消された私〜』主題歌
15. 空 (4:50)
編曲：Nao Tanaka
  - 5thアルバム『HEAVEN』収録曲
  - 投票数15位